# Fondali dell'Arcipelago delle Isole Eolie
Fondali dell'Arcipelago delle Isole Eolie este o arie protejată (arie specială de conservare — SAC, sit de importanță comunitară — SCI) din Italia întinsă pe o suprafață de 33.096 ha, integral marine.

## Localizare
Centrul sitului Fondali dell'Arcipelago delle Isole Eolie este situat la coordonatele 38°32′29″N 14°51′35″E / 38.541389°N 14.859722°E.

## Înființare
Situl Fondali dell'Arcipelago delle Isole Eolie a fost declarat sit de importanță comunitară în septembrie 1995 pentru a proteja 3 specii de animale. Situl a fost protejat și ca arie specială de conservare în februarie 2020.

## Biodiversitate
Situată în ecoregiunea mediteraneană, aria protejată conține 4 habitate naturale: Straturi cu Posidonia (Posidonion oceanicae), Recifuri, Peșteri marine scufundate complet sau parțial, Lagune de coastă.
La baza desemnării sitului se află mai multe specii protejate:
- mamifere (1): delfin mare (Tursiops truncatus)
- pești (1): Alosa fallax
- reptile (1): Caretta caretta

Pe lângă speciile protejate, pe teritoriul sitului au mai fost identificate 14 specii de plante, 3 specii de mamifere, 3 specii de nevertebrate, 6 specii de pești.